# Альбертс, Брюс
Брюс Альбертс (англ. Bruce Alberts; род. 14 апреля 1938, Чикаго) — американский биохимик, молекулярный биолог. В 1993—2005 годах президент Национальной академии наук США, её член с 1981 года. Главный редактор журнала Science в 2008—2013.
Доктор (1965). 
Эмерит-профессор Калифорнийского университета в Сан-Франциско. Член Американского философского общества (1994), иностранный член Лондонского королевского общества (1993) и Российской академии наук (2003). Удостоен Национальной научной медали США (2012).
Получил известность после публикаций результатов исследований механизмов репликации хромосом, которая является необходимым условием деления клетки.
Окончил Гарвард-колледж со степенью по биохимическим наукам. Докторскую степень получил в Гарвардском университете. На следующий год поступил в штат Принстонского университета, а спустя ещё десять лет перешёл в медицинскую школу Калифорнийского университета в Сан-Франциско, где ныне эмерит-профессор. С 1980 года пожизненный исследовательский профессор Американского онкологического общества.
Член Американской академии искусств и наук (1978), Европейской академии (1994), Американской ассоциации содействия развитию науки. Почётный член Румынской академии (2006).
Подписант Открытого письма об изменении климата от обеспокоенных членов НАН США (2016).
Учебник «Молекулярная биология клетки» за авторством Брюса Альбертса и соавторов является стандартом в области обучения теории и методам молекулярной биологии.

## Награды
- 1972 — Eli Lilly Award in Biological Chemistry[англ.]
- 1975 — Премия НАН США в области молекулярной биологии[англ.]
- 1995 — Международная премия Гайрднера
- Командор ордена Британской империи (2005)
- 2010 — Vannevar Bush Award
- 2010 — George Brown Award for International Scientific Cooperation
- 2012 — Национальная научная медаль
- 2014 — AAAS Philip Hauge Abelson Prize[англ.]
- 2016 — Albert Lasker Special Achievement Award
- NCSE Friend of Darwin Award[4]

Почётный доктор, в частности Тель-Авивского университета.